# Canton de Frontenay-Rohan-Rohan
Le canton de Frontenay-Rohan-Rohan est une circonscription électorale française située dans le département des Deux-Sèvres et la région Nouvelle-Aquitaine.

## Géographie
Ce canton est organisé autour de Frontenay-Rohan-Rohan dans l'arrondissement de Niort. Son altitude varie de 0 m à 81 m (Coulon).

## Histoire
Par décret du 18 février 2014, le nombre de cantons du département est divisé par deux, avec mise en application aux élections départementales de mars 2015. Le canton de Frontenay-Rohan-Rohan est conservé et s'agrandit.
Il est formé de communes des anciens cantons de Frontenay-Rohan-Rohan (9 communes), de Niort-Ouest (Coulon et Magné), de Beauvoir-sur-Niort (Granzay-Gript) et de Prahecq (Fors). Il passe donc de neuf à treize communes.

## Représentation

### Conseillers généraux de 1833 à 2015
| Période | Période      | Identité                                               | Étiquette                        | Qualité |
| ------- | ------------ | ------------------------------------------------------ | -------------------------------- | --- |
| 1833    | 1848         | Jean Augustin Nourry-Élies                             |                                  | Banquier, maire de Niort en 1844                                                                           |
| 1848    | 1852         | Jean-Baptiste Lary                                     |                                  | Correspondant de la Société nationale et centrale d'agriculture Maire de Bessines                          |
| 1852    | 1867         | Sylvain Pétiet                                         |                                  | Ancien officier supérieur de cavalerie et premier page de Napoléon Ier Maire de Sansais                    |
| 1867    | 1870         | Henri Giraud                                           |                                  | Président du tribunal civil de Niort                                                                       |
| 1870    | 1880         | Armand-Isidore-Sylvain Petiet (fils de Sylvain Pétiet) | Droite Bonapartiste              | Conseiller d'État Député (1876-1877) Conseiller municipal de Niort Propriétaire à Saint-Liguaire           |
| 1880    | 1892         | Jean Coirier                                           | Républicain                      | Notaire, maire du Vanneau, conseiller d'arrondissement                                                     |
| 1892    | 1898 (décès) | Auguste Gandouet                                       | Républicain                      | Docteur-médecin, maire de Frontenay (1896-1899)                                                            |
| 1899    | 1900 (décès) | Amédée de La Porte                                     | Rad.                             | Avocat Député (1877-1889 et 1893-1900) Maire de Saint-Symphorien                                           |
| 1900    | 1910         | Ulysse Mounier                                         | Rad.                             | Propriétaire, maire du Vanneau, conseiller d'arrondissement                                                |
| 1910    | 1919         | Henri de La Porte                                      | SFIO                             | Journaliste - Directeur du Populaire de l'Ouest Député (1910-1919) - Maire de Saint-Symphorien (1912-1919) |
| 1919    | 1940         | Gustave-Adelphin Marchand                              | Rad.                             | Instituteur en retraite Maire du Vanneau                                                                   |
|         |              |                                                        |                                  | |
| 1945    | 1982         | Roger Chatelain                                        | UDSR puis RGR puis Rad. puis MRG | Pharmacien à Niort Député (1956-1958) Conseiller municipal de Niort                                        |
| 1982    | 1988         | Colette Lision                                         | RPR                              | Maire de Bessines                                                                                          |
| 1988    | 1994         | Claude Juin                                            | PS                               | Écrivain et essayiste Maire de Bessines                                                                    |
| 1994    | 2015         | Joël Misbert                                           | DVG puis PS                      | Éducateur spécialisé Maire de Vallans (1989-2017)                                                          |

### Conseillers d'arrondissement (de 1833 à 1940)
| Période                                  | Période      | Identité                    | Étiquette                | Qualité |
| ---------------------------------------- | ------------ | --------------------------- | ------------------------ | --- |
| 1833                                     | 1836 (décès) | Louis Bastard (1788-1836)   |                          | Ancien sergent-major d'infanterie de ligne, maire de Vallans                                                |
| 1836                                     | 1842         | Louis Percheron             |                          | Maire de Frontenay                                                                                          |
| 1842                                     | 1848         | M. Toutant                  |                          | Propriétaire à Vallans                                                                                      |
|                                          |              |                             |                          | |
| 1877                                     | 1880         | Jean Coirier                | Républicain              | Notaire, maire du Vanneau                                                                                   |
| av.1887                                  |              | Pierre Alexandre Caroit     |                          | Notaire, maire de Frontenay-Rohan-Rohan                                                                     |
|                                          |              |                             |                          | |
| 1895                                     | 1900         | Ulysse Mounier              | Républicain              | Maire du Vanneau                                                                                            |
|                                          |              |                             |                          | |
| 1901                                     | 1907         | Norbert Odon                | Conc.rép.                | Propriétaire, maire de Saint-Symphorien                                                                     |
| 1907                                     | 1913         | M. Tardy                    | SFIO                     | |
| 1913                                     | 1928 (décès) | Georges Mesnard (1869-1928) | Radical                  | Médecin à Frontenay-Rohan-Rohan                                                                             |
| 1928                                     | 1937         | René Neaud                  | Radical                  | |
| 1937                                     | 1940         | André Albert                | Radical Camille Pelletan | Journaliste, membre de cabinets ministériels, Député (1936-1942)                                            |
| 1940                                     |              |                             |                          | Les conseils d'arrondissement ont été suspendus par la loi du 12 octobre 1940 et n'ont jamais été réactivés |
| Les données manquantes sont à compléter. |              |                             |                          | |

### Conseillers départementaux à partir de 2015
| Période élective | Période élective | Mandat       | Mandat       | Identité                                         | Nuance | Nuance | Qualité |
| ---------------- | ---------------- | ------------ | ------------ | ------------------------------------------------ | ------ | ------ | --- |
| 2015             | 2021             | mars 2015    | juillet 2015 | Brigitte Competissa (Décédée en cours de mandat) |        | DVG    | Retraitée de l'Éducation nationale Maire de Frontenay-Rohan-Rohan (2008-2015) |
| 2015             | 2021             | juillet 2015 | 2021         | Mme Dominique Pougnard                           |        | DVG    | Retraitée de la Fonction publique hospitalière Maire de Fors (2014-2020) |
| 2015             | 2021             | mars 2015    | 2021         | Rabah Laïchour                                   |        | DVG    | Chargé de développement économique Maire de Sansais (2008-2020) |
| 2021             | 2028             | 2021         | en cours     | Anne-Sophie Guichet                              |        | DVC    | Exploitante agricole, maire de Coulon depuis 2020 |
| 2021             | 2028             | 2021         | en cours     | Olivier Poiraud                                  |        | DVC    | Directeur de l’école technique du Chamois Niortais FC (partie scolaire) Maire de Frontenay-Rohan-Rohan depuis 2020 5e vice-président chargé de l'Insertion sociale et professionnelle |

À l'issue du premier tour des élections départementales de 2015, deux binômes sont en ballotage : Brigitte Competissa et Rabah Laïchour (Union de la gauche, 40,13 %) et Noëlle Rousseau et Michel Simon (Union de la droite, 29,96 %). Le taux de participation est de 49,57 % (7 083 votants sur 14 288 inscrits) contre 50,44 % au niveau départemental et 50,17 % au niveau national.
Au second tour, Brigitte Competissa et Rabah Laïchour (Union de la gauche) sont élus avec 57,80 % des suffrages exprimés et un taux de participation de 49,06 % (3 672 voix pour 7 009 votants et 14 288 inscrits).

## Composition

### Composition avant 2015
Le canton de Frontenay-Rohan-Rohan regroupait neuf communes.
| Nom                               | Code Insee | Codepostal | Superficie (km2) | Population (dernière pop. légale) | Densité (hab./km2) |
| --------------------------------- | ---------- | ---------- | ---------------- | --------------------------------- | ------------------ |
| Frontenay-Rohan-Rohan (chef-lieu) | 79130      | 79270      | 33,79            | 2 954 (2012)                      | 87                 |
| Amuré                             | 79009      | 79210      | 14,86            | 488 (2012)                        | 33                 |
| Arçais                            | 79010      | 79210      | 15,12            | 606 (2012)                        | 40                 |
| Bessines                          | 79034      | 79000      | 11,41            | 1 608 (2012)                      | 141                |
| Épannes                           | 79112      | 79270      | 8,01             | 771 (2012)                        | 96                 |
| Saint-Symphorien                  | 79298      | 79270      | 19,01            | 1 851 (2012)                      | 97                 |
| Sansais                           | 79304      | 79270      | 14,94            | 771 (2012)                        | 52                 |
| Vallans                           | 79335      | 79270      | 9,03             | 787 (2012)                        | 87                 |
| Le Vanneau-Irleau                 | 79337      | 79270      | 14,17            | 870 (2012)                        | 61                 |

### Composition depuis 2015
Le canton de Frontenay-Rohan-Rohan comprend désormais treize communes.
| Nom                                           | Code Insee | Intercommunalité | Superficie (km2) | Population (dernière pop. légale) | Densité (hab./km2) | Modifier                                    |
| --------------------------------------------- | ---------- | ---------------- | ---------------- | --------------------------------- | ------------------ | ------------------------------------------- |
| Frontenay-Rohan-Rohan (bureau centralisateur) | 79130      | CA du Niortais   | 33,79            | 2 968 (2022)                      | 88                 | modifier les données · modifier les données |
| Amuré                                         | 79009      | CA du Niortais   | 14,86            | 429 (2022)                        | 29                 | modifier les données · modifier les données |
| Arçais                                        | 79010      | CA du Niortais   | 15,12            | 604 (2022)                        | 40                 | modifier les données · modifier les données |
| Bessines                                      | 79034      | CA du Niortais   | 11,41            | 1 882 (2022)                      | 165                | modifier les données · modifier les données |
| Coulon                                        | 79100      | CA du Niortais   | 29,79            | 2 275 (2022)                      | 76                 | modifier les données · modifier les données |
| Épannes                                       | 79112      | CA du Niortais   | 8,01             | 851 (2022)                        | 106                | modifier les données · modifier les données |
| Fors                                          | 79125      | CA du Niortais   | 18,82            | 1 812 (2022)                      | 96                 | modifier les données · modifier les données |
| Granzay-Gript                                 | 79137      | CA du Niortais   | 21,55            | 912 (2022)                        | 42                 | modifier les données · modifier les données |
| Magné                                         | 79162      | CA du Niortais   | 14,80            | 2 708 (2022)                      | 183                | modifier les données · modifier les données |
| Saint-Symphorien                              | 79298      | CA du Niortais   | 19,01            | 1 986 (2022)                      | 104                | modifier les données · modifier les données |
| Sansais                                       | 79304      | CA du Niortais   | 14,94            | 765 (2022)                        | 51                 | modifier les données · modifier les données |
| Vallans                                       | 79335      | CA du Niortais   | 9,03             | 823 (2022)                        | 91                 | modifier les données · modifier les données |
| Le Vanneau-Irleau                             | 79337      | CA du Niortais   | 14,17            | 861 (2022)                        | 61                 | modifier les données · modifier les données |
| Canton de Frontenay-Rohan-Rohan               | 7905       |                  | 225,30           | 18 876 (2022)                     | 84                 | modifier les données                        |

## Démographie

### Démographie avant 2015
| 1962  | 1968  | 1975  | 1982  | 1990  | 1999  | 2006   | 2011   | 2012   |
| ----- | ----- | ----- | ----- | ----- | ----- | ------ | ------ | ------ |
| 6 342 | 6 462 | 7 044 | 7 991 | 8 649 | 9 139 | 10 317 | 10 660 | 10 706 |

Le canton gagne 1 178 habitants entre 1999 et 2006, soit 1,8 %/an. C'est un des cantons les plus dynamiques du département. Toutes les communes enregistrent une hausse de la population. En pourcentages, les premières communes sont Amuré qui gagne 4,4 %/an (+100 hab.), Vallans 3,6 %/an (+142 hab.) et Le Vanneau-Irleau 2,4 %/an (+131 hab.). Frontenay, Saint-Symphorien et Bessines sont les communes qui accueillent le plus de nouveaux habitants (respectivement +267, +214 et +186). Sansais est la seule commune avec une hausse annuelle inférieure à 1 %.

### Démographie depuis 2015
En 2022, le canton comptait 18 876 habitants, en évolution de +2,75 % par rapport à 2016 (Deux-Sèvres : +0,18 %, France hors Mayotte : +2,11 %).
| 2013   | 2018   | 2022   |
| ------ | ------ | ------ |
| 18 354 | 18 436 | 18 876 |